# Bancharampur
Bancharampur è un sottodistretto (upazila) del Bangladesh situato nel distretto di Brahmanbaria, divisione di Chittagong. Si estende su una superficie di 217,38 km² e conta una popolazione di 358.371 abitanti (dato censimento 1991).